# Uroleucon chondrillae
Uroleucon chondrillae är en insektsart. Uroleucon chondrillae ingår i släktet Uroleucon och familjen långrörsbladlöss. Inga underarter finns listade i Catalogue of Life.